# Leopard's Kopje
Leopard's Kopje est un site archéologique de la région ou de la culture associée qui a marqué l'âge du fer moyen au Zimbabwe. Les céramiques du site de type Leopard's Kopje sont classées comme faisant partie de la phase II de la culture Leopard's Kopje. 

## Emplacement
Le site est situé à 2 kilomètres au nord-est du site du patrimoine mondial de Khami et à 24 kilomètres à l'ouest de Bulawayo, au Zimbabwe,. Bordé de petites collines, ou koppjes, sur deux côtés et de ravins abrupts sur les deux autres côtés. Le site est relativement petit, mesurant 150 mètres sur 200 mètres.

## Histoire
Plusieurs fouilles sont menées à partir en 1961 et 1969,. Ces dernières dévoilent trois phases d'occupation différentes : Zhizo, Mambo et Refuge.
L'occupation des XVIIIe et XIXe siècles est appelée la phase du Refuge. Sa stratigraphie est la plus proche de la surface et a donc été fouillée en premier. Sous une fine couche d'humus se trouve une grande couche de cendres, dans laquelle des artefacts tels que des dents de zèbre, des coquilles de moules d'eau douce et des carapaces de tortues sont trouvés. Des tessons de poterie sont trouvés dans des amas coquillier et parmi des structures en pierre. Au moins une sépulture connue a été trouvée à ce niveau.
Les fouilles de 1969 identifient la phase Mambo datant des Xe et XIe siècles. Des artefacts tels que des figurines et des dents de bétail sont découverts dans plusieurs tranchées. Des preuves de l'enterrement d'un nourrisson s'y trouvent. Plusieurs sols de huttes et cours enduites sont découverts, donnant aux archéologues une idée de la disposition de l'établissement.
La stratigraphie montre que le premier peuplement date du IXe siècle, aujourd'hui appelé phase Zhizo. Des traces possibles de fumier indiquent que les gens élèvent des chèvres ou des moutons. En plus de grandes quantités de poterie Zhizo, des artefacts tels que des perles de verre et de coquillage, des bracelets en cuivre, des gravats de daga et des scories de fer sont mis au jour. « Zhizo » est également un terme utilisé pour la phase culturelle qui a précédé la phase culturelle de Leopard's Kopje.

## Caractéristiques archéologiques
Il existe de solides preuves archéologiques montrant que les habitants de Leopard's Kopje élèvent du bétail. Des blocs de fumier vitrifiés et anguleux marquent les périmètres des étables médiévales. Ces kraals sont situés au centre des villages, plutôt qu'à la limite d'une colonie, ce qui signifie que le bétail aurait été un élément central et important de la vie quotidienne. L'introduction de troupeaux de bovins est plus importants à Leopard's Kopje vers le Xe siècle et est la preuve d'une complexification culturelle, probablement lié au développement du commerce de l’or.
Les preuves archéobotaniques offrent un aperçu du régime alimentaire des occupants de Leopard's Kopje. Le régime se constitue de graines de mil, de haricots moulus, de sorgho, de niébé et de plantes sauvages au niveau de la phase Mambo ainsi que de produits animaux issus du bétail.
Des perles de verre et coquillages, datant du IXe siècle, ainsi que des billes d'argile ultérieures sont des repères d'échanges commerciaux,. Des scories produites par la fonte du fer apparaissent dès le IXe siècle.
Les fouilles se concentrent sur l'analyse de la céramique. L'âge du fer moyen a entraîné un passage de la propriété collective de la poterie à la propriété privée. Le style céramique Kopje de Leopard est connu pour être multidimensionnel, avec des bandes incisées et excisées. Les bols et assiettes peu profonds, les bocaux à triangles et les béchers à col haut et bruni sont également typiques . Le récipient le plus couramment trouvé est un pot à épaulement avec un col concave et un motif en échelle incisé ou un motif en chevron. Ces motifs sont créés à l'aide d'incisions ou de coups de couteau, plutôt que par estampage au peigne. 
Les colonies de Leopard's Kopje présentent des bâtiments en pierre. La prévalence de ces structures en pierre est à l'origine du nom « Zimbabwe », qui signifie « maisons en pierre ». Des preuves de bâtiments en pierre sont trouvées par Huffman au niveau de la phase Refuge. L’évolution des maisons en terre vers les bâtiments en pierre est une indication de changements sociaux, tout comme l’introduction de troupeaux de bétail plus importants.